# Uli Aumüller
Uli Aumüller, auch Alma Barkey, (* 1945) ist eine deutsche Übersetzerin und Filmemacherin.

## Leben
Aumüller übersetzte zahlreiche Bücher aus dem Französischen und Englischen, insbesondere  von Schriftstellern wie Albert Camus, Jean-Paul Sartre, Milan Kundera und Siri Hustvedt.
Sie ist Mitglied der Arbeitsgemeinschaft Dokumentarfilm, AGdok.
Uli Aumüller ist die Schwester des Mediziners und Orgelhistorikers Gerhard Aumüller. Sie lebt in Berlin.

## Preise
- 1989  Paul-Celan-Preis des Deutschen Literaturfonds
- 1996  Jane Scatcherd-Preis der Heinrich Maria Ledig-Rowohlt-Stiftung[1].

## Aus dem Englischen und Französischen übersetzte Autoren
- Jean-Dominique Bauby
- Simone de Beauvoir
- Tahar Ben Jelloun
- Emmanuel Bove
- Catherine Clément
- Colette
- Paule Constant
- Jeffrey Eugenides
- Jean Giono
- Nancy Huston
- Siri Hustvedt
- Milan Kundera
- Érik Orsenna
- Ann Patchett
- Daniel Pennac
- Jean-Paul Sartre
- Jean-Jacques Schuhl
- Jorge Semprún
- Émile Zola

## Filme
- 2000: Alt und radikal in L.A. Mit Annelie Runge. Dokumentarfilm. 54 Min. WDR/Arte
- 2002 Paname. Loop, 6 Min.
- 2006: La Folie Haïti. Dokumentarfilm. 45 Min. Arte France
- 2009: August Bier – der Chirurg, der Bäume pflanzte. Dokumentarfilm. 50 Min
- 2011: Hotel Haiti. Dokumentarfilm. 90 Min. WDR/Arte